# Stevče Aluševski
Stevče Aluševski (mazedonisch Стевче Алушевски; * 1. Oktober 1972 in Sydney, Australien) ist ein nordmazedonischer Handballfunktionär und ehemaliger Handballspieler.
Der 1,90 m große und 90 kg schwere Rechtshänder wurde zumeist auf Linksaußen eingesetzt. Seit 2013 ist er Sportlicher Leiter im Nordmazedonischen Handballverband.

## Karriere

### Verein
Stevče Aluševski begann mit dem Handballspiel beim nordmazedonischen Verein RK Pelister Bitola, wo er ab 1990 in der 1. Mannschaft spielte. Mit Pelister gewann er fünfmal die Meisterschaft und viermal den Pokal. International erreichte er das Achtelfinale im EHF-Pokal 1997/98 und im Europapokal der Pokalsieger 1999/2000.
2001 wechselte er zu RK Vardar Vatrostalna Skopje und gewann drei weitere Meister- und zwei Pokaltitel. In der EHF Champions League schied er dreimal in Folge in der Gruppenphase aus. 2004 kehrte er für ein kurzes Gastspiel zu Pelister zurück und holte 2005 das Double. Im Dezember 2005 schloss er sich erneut RK Vardar Skopje an. Bis 2010 sicherte er sich wiederum zwei Meisterschaften und Pokalsiege.
Auf europäischer Ebene erreichte er das Viertelfinale im EHF Challenge Cup 2005/06 und im Europapokal der Pokalsieger 2006/07. 
2010 ging er zum Stadtrivalen RK Metalurg Skopje, mit dem er seiner Titelsammlung weitere Meisterschaften und Pokalsiege hinzufügen konnte. Mit Metalurg gelang ihm zum Abschluss seiner Karriere der Sprung ins Viertelfinale der Champions League 2012/13.

### Nationalmannschaft
Mit der Mazedonischen Nationalmannschaft nahm Aluševski an der Europameisterschaft 1998 (12. Platz), der Weltmeisterschaft 2009 (11. Platz) und der Europameisterschaft 2012 (5. Platz) teil.
Aluševski bestritt 140 Länderspiele, in denen er 361 Tore erzielte. (Stand: 23. Februar 2014)

## Erfolge
- mit RK Pelister Bitola
  - Mazedonischer Meister 1993, 1994, 1996, 1998, 2000 und 2005
  - Mazedonischer Pokalsieger 1995, 1996, 1998, 1999 und 2005
- mit Vardar Vatrostalna/Vardar Skopje
  - Mazedonischer Meister 2002, 2003, 2004, 2007 und 2009
  - Mazedonischer Pokalsieger 2003, 2004, 2007 und 2008
- mit RK Metalurg Skopje
  - Mazedonischer Meister 2011 und 2012
  - Mazedonischer Pokalsieger 2011 und 2013

## Sonstiges
Aluševski ist Maschinenbau-Ingenieur und besitzt einen Magister in Sportwissenschaft.